# Летюча лабораторія

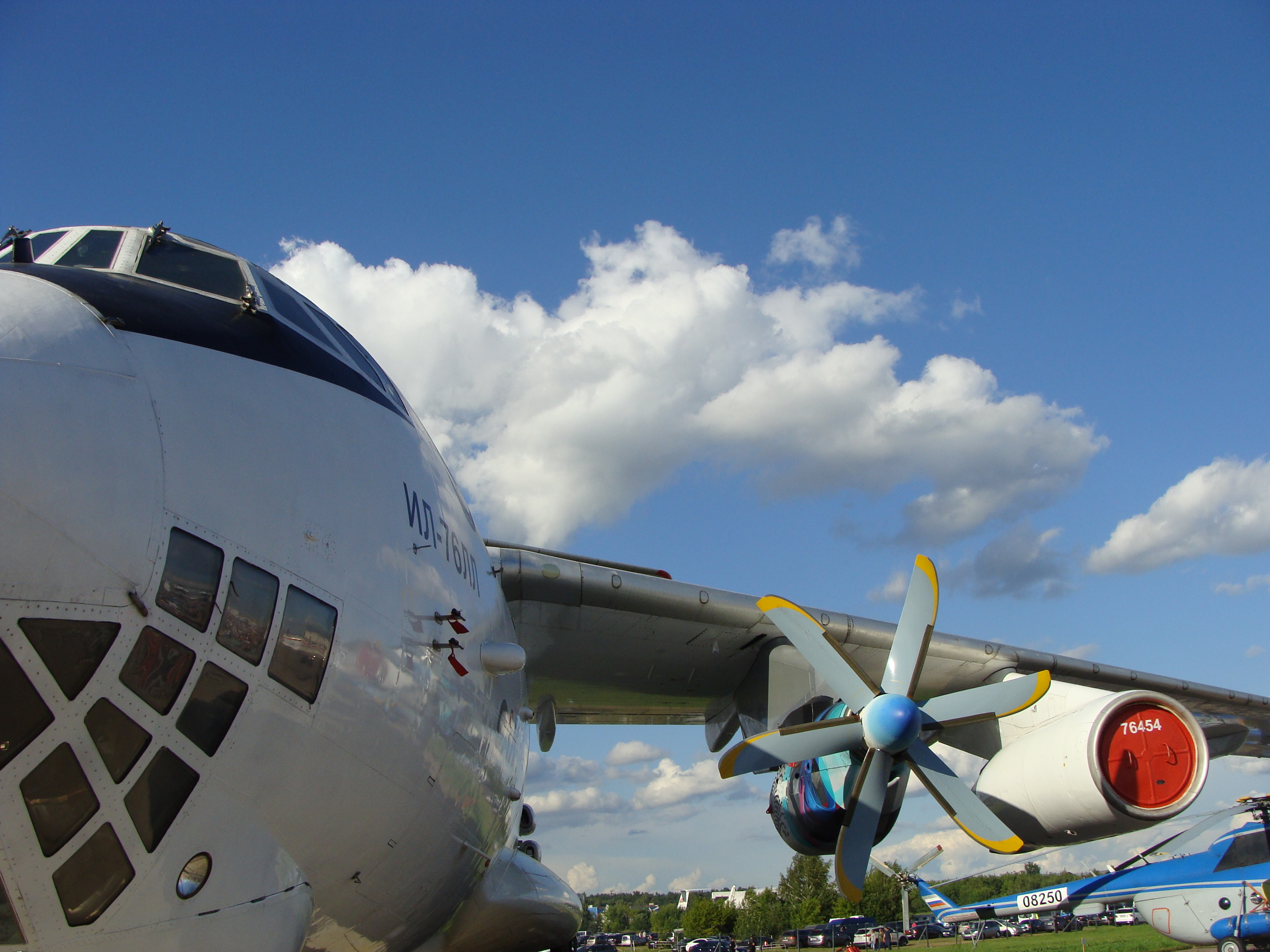
Іл-76 ЛЛ з дослідним турбогвинтовим двигуном ТВ7-117СТ.

Летюча лабораторія (ЛЛ) — літальний апарат, призначений для проведення натурних льотних досліджень і випробувань. Може бути побудованим спеціально, але частіше це модифікований для вирішення певних завдань серійний літак, вертоліт або інший літальний апарат (ЛА). Такі експериментальні ЛА з'явилися ще на зорі авіації, але пік їх використання припав на роки після Другої світової війни, коли стався якісний стрибок рівня складності і характеристик авіаційної техніки.
Нині використання ЛЛ під час створення будь-якого нового ЛА стало нагальною необхідністю. Часто на один новий дослідний зразок ЛА доводиться робити кілька (іноді більше десятка) різних ЛЛ. Вартість однієї такої лабораторії навіть перевищує вартість одиничного серійного літака або вертольота. Зазвичай як ЛЛ використовується важкий літак, транспортний або бомбардувальник, оскільки крім випробовуваного об'єкта він має нести реєструвальну апаратуру, на ньому розміщуються інженери-випробувачі та обчислювальний комплекс для обробки на борту результатів експерименту, а також керування його перебігом залежно від одержуваних результатів. Крім цього, базовий літак або вертоліт для створення ЛЛ повинен бути надійним і добре освоєним в експлуатації, оскільки у випробувальному польоті випробовувана система може призвести до розвитку складно передбачуваної ситуації на борту. На ЛЛ часто наносять спеціальне забарвлення для кращої помітності, а також для полегшення фокусування об'єктива під час зовнішнього фотокінознімання.
В СРСР і Росії найбільше число (близько півтора сотень) летючих лабораторій створено за період від 1941 року в Льотно-дослідницькому інституті імені М. М. Громова.

## Приклади летючих лабораторій
- Іл-18ЛЛ ПОС (№ 188000201) — літак, перероблений для проведення досліджень обмерзання і перевірки ефективності різних протиобмерзних систем. Потім літак перероблено на випробувальний стенд апаратури СІП (телеметрія ракет) на якому перевіряли можливість отримання телеметричної інформації, опрацьовували склад комплексу і порядок роботи з ним.
- Ту-144ЛЛ — у період від 1995 до 1999 року Ту-144Д № 77114, який отримав після переобладнання шифр Ту-144ЛЛ, використовувало американське аерокосмічне агентство НАСА для досліджень у галузі високошвидкісних комерційних польотів. На Ту-144ЛЛ встановили двигуни НК-32-1 (аналогічні використовуваним на Ту-160) через відсутність придатних до експлуатації НК-144 або РД-36-51, різноманітні датчики і випробувальну контрольно-записувальну апаратуру. В підлозі 1-го салону обладнали шахту аварійного покидання літака вниз через вантажний люк. Більшість крісел демонтували. Хвостову частину фюзеляжу додатково обшили пластинами з нержавіючої сталі через більш потужні двигуни. 
Після завершення польотів двигуни й записувальну апаратуру демонтували.
- Ту-95ЛАЛ (замовлення 247) — летюча лабораторія з ядерним реактором у вантажному відсіку. Під час польотів відпрацьовувався біологічний захист екіпажу від радіації.
- Ту-154ЛЛ — п'ять летючих лабораторій, переобладнаних за програмою багаторазового космічного корабля «Буран». На літаках змінили систему стійкості й керованості (ССК) в системі АБСУ-154 і посилено хвостову частину фюзеляжу. Всі інтерцептори могли працювати в режимі повітряних гальм. На місці другого пілота встановили частину штатної кабіни космічного корабля, з новою приладовою панеллю й ручкою управління. На зниженні зовнішні двигуни (№ 1 і 3) вводилися в реверс для обмеження граничної швидкості під час рушу по крутій глісаді. Два літаки, оснащені повноцінним радіотехнічним обладнанням «човника» «Буран», могли виконувати повністю автоматичну посадку. Усього за програмою «Буран» на Ту-154ЛЛ було виконано близько 200 польотів.
- NC-130H — літак ЕC-130V (побудований на замовлення Берегової охорони США для боротьби з перевезенням наркотиків), переобладнаний на летючу лабораторію для випробування нової РЛС APS-145, призначеної для палубного літака АВАКС Grumman E-2 Hawkeye.
- А-60 (виріб «1А») — радянська/російська експериментальна летюча лабораторія, носій лазерної зброї на базі літака Іл-76МД. Призначена для дослідження поширення лазерних променів у верхніх шарах атмосфери, а в потім — для придушення розвідки противника. Являє собою авіаційний варіант носія мегаватного лазера, що планувався до виведення в космос як 17Ф19Д «Скіф-Д». Побудовано два літаки, один згорів у червні 1986 року на аеродромі Чкаловський.
- Ту-142ЛЛ — до 1986 року на летючі лабораторії переобладнано 2 літаки, з метою випробування і доведення нових потужних ТРД НК-25, ПК-32, НК-144 і РД-36-51 літаків Ту-22М3, Ту-160, Ту-144 і Ту-144Д. Ту-142ЛЛ мав такі відмінності від Ту-142М: демонтовано все озброєння і спеціальне обладнання, зроблено виріз внизу фюзеляжу під модуль з досліджуваним двигуном, посилено конструкцію планера, встановлено контрольно-записувальну апаратуру. Для випускання-підіймання модуля застосовували гідравліку, також була повітряна система, що працює лише на підйом, а також пристрій гільйотинного типу, що дозволяє скинути двигун у разі пожежі або іншої небезпеки.
Крім випробувальних польотів, у квітні 1990 року розпочалася розробка програми польотів для встановлення світових рекордів. Згідно з правилами FAI, Ту-142ЛЛ потрапляв у категорію машин з турбореактивними двигунами зі злітною масою 100—150 тонн. 3 травня 1990 року виконано 2 польоти і встановлено 3 світових рекорди: набір висоти 6000 м за 4 хв 23 с, 9000 м — 6 хв 3,5 с, практична стеля — 12 530 м.
Після розпаду СРСР відзначалися спроби західних фірм придбати літак, однак Ту-142ЛЛ розрізали на металобрухт у середині 1990-х років. Другий літак раніше зазнав катастрофи.
- Ан-12 — цей літак став базовим для декількох десятків різних летючих лабораторій. Випробовувалися нові двигуни, нова бортова апаратура різного роду, перспективні системи озброєння, різні катапультні крісла, відпрацьовувався підвісний агрегат заправки УПАЗ, перевірялися спускні орбітальні апарати. Також, летючі лабораторії на базі Ан-12 займалися дослідженням атмосфери. Один літак перероблено на лабораторію для випробувань в умовах обмерзання.

## Галерея

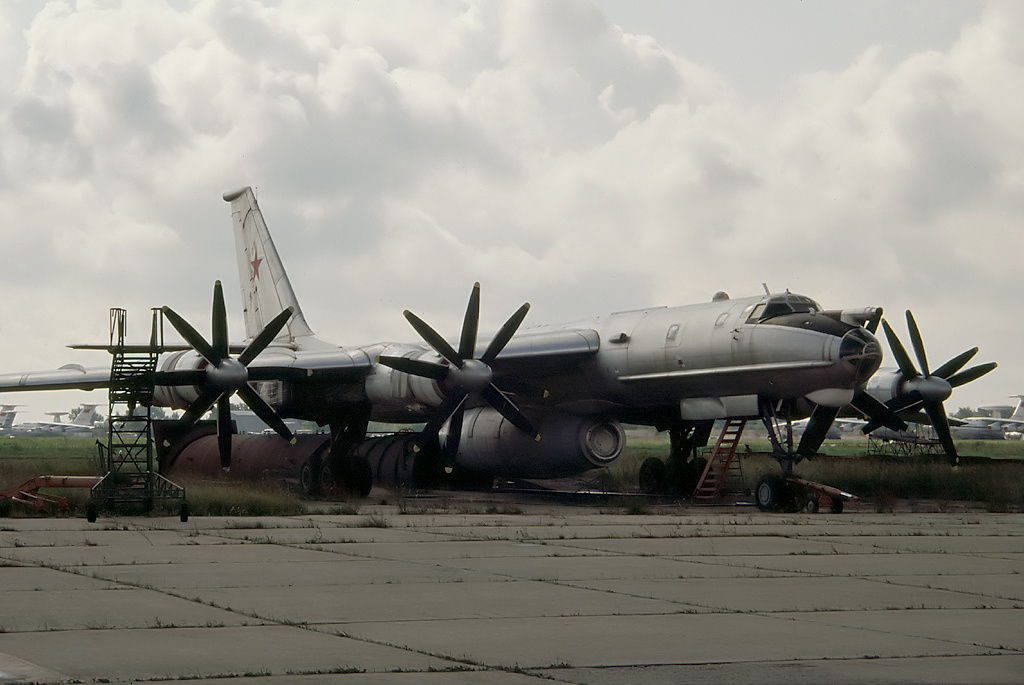
Летюча лабораторія для випробування двигунів Ту-142ЛЛ (1993)
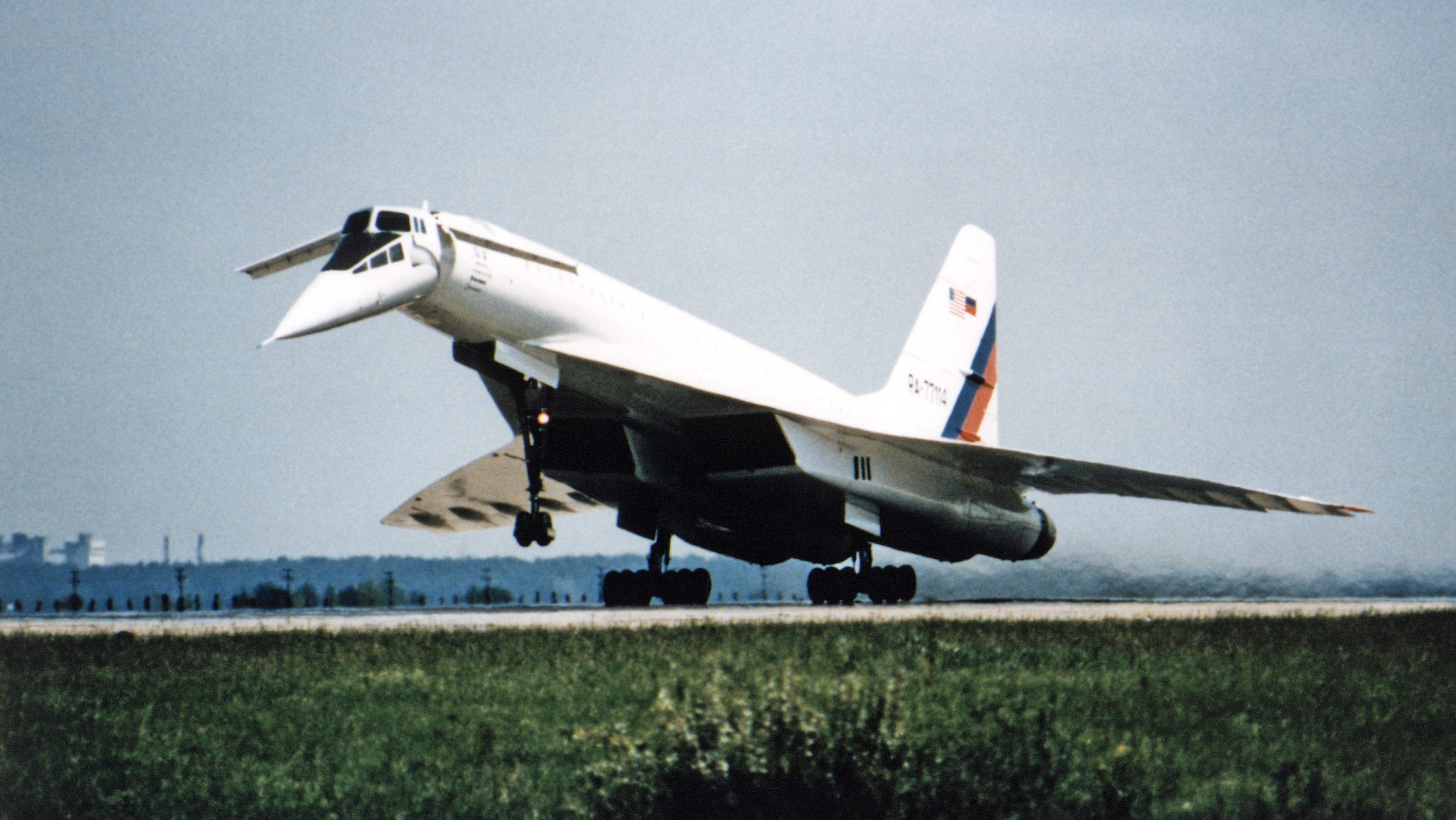
Летюча лабораторія Ту-144ЛЛ злітає з аеродрому Раменське
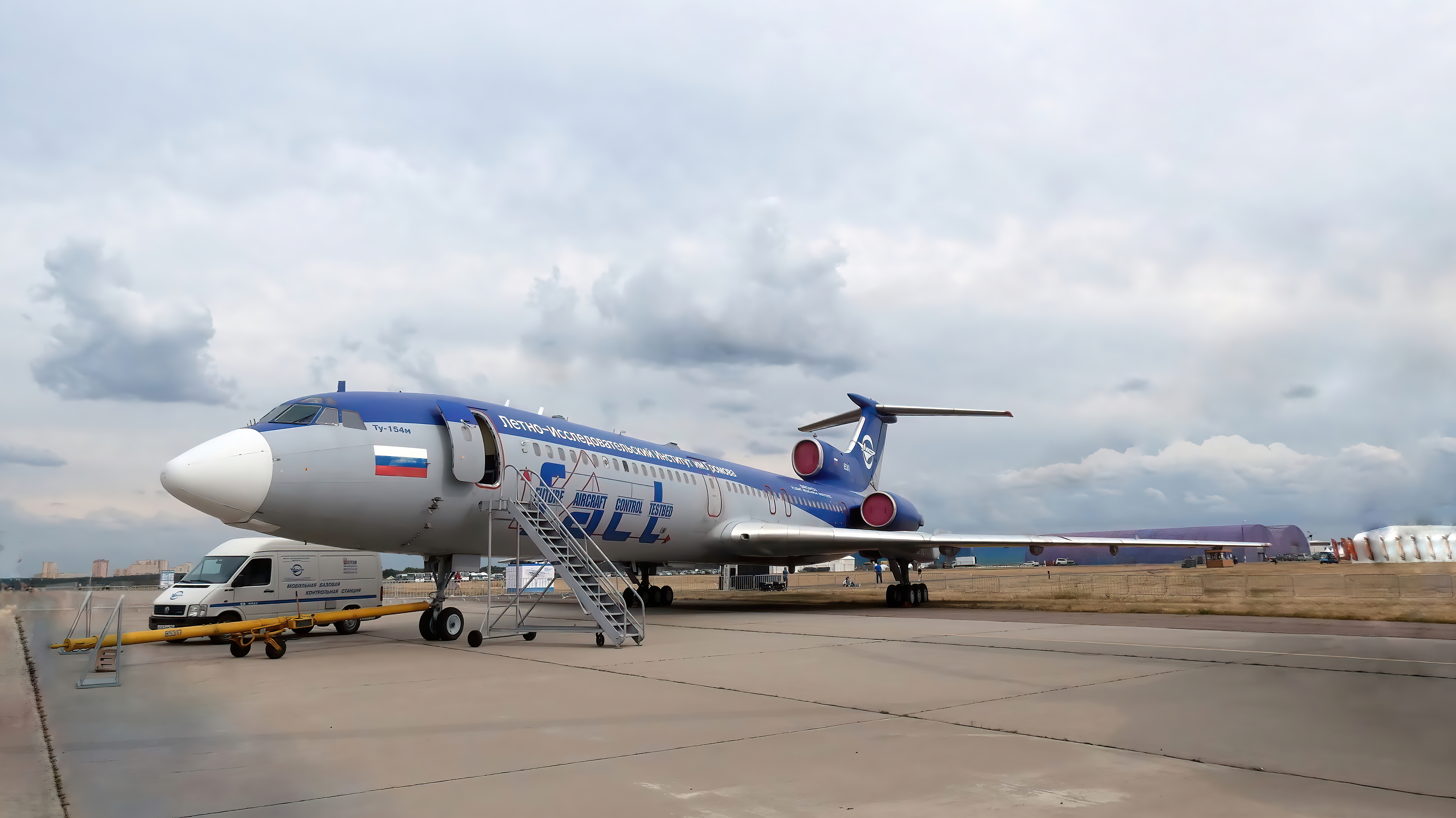
Літаюча лабораторія на базі Ту-154.
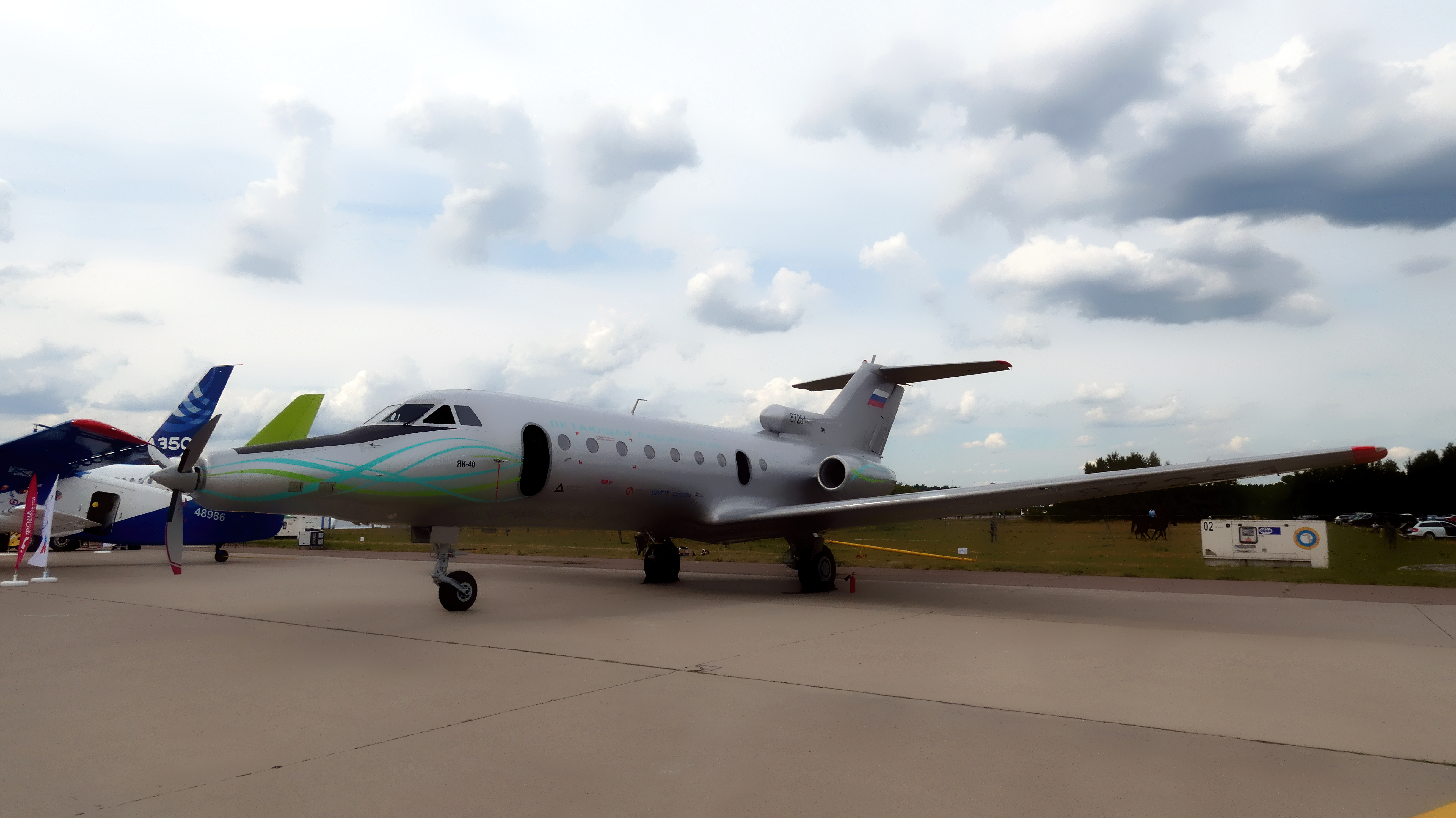
Як-40 с гібридною силовою установкою